# تشارلز برتراند (لاعب هوكي الجليد)
تشارلز برتراند (بالفرنسية: Charles Bertrand )‏ (و. 1991  م) هو لاعب هوكي الجليد، من فرنسا، ولد في باريس، يلعب كمهاجم ‏.

## روابط خارجية
- تشارلز برتراند على موقع EliteProspects.com (الإنجليزية)
- تشارلز برتراند على موقع Eurohockey.com (الإنجليزية)
- تشارلز برتراند على موقع HockeyDB.com (الإنجليزية)